# Michelle Concepción
Michelle Concepción (* 1970 in San Juan, Puerto Rico) ist eine zeitgenössische Malerin.

## Leben und Werk
Concepción wuchs in Puerto Rico, Panama und Miami auf. Sie studierte von 1988 bis 1992 an der School of the Art Institute of Chicago unter Susanna Coffey und schloss mit dem Bachelor of Arts ab. Danach setzte sie ihr Studium an der Universität Barcelona fort und besuchte anschließend die Hochschule für Gestaltung Offenbach am Main, an der sie unter Adam Jankowski bis 1995 studierte.
Seither lebt und wirkt Concepción als freischaffende, bildende Künstlerin in Offenbach am Main. Sie ist bei mehreren internationalen Galerien und Museen sowie bei internationalen Messen vertreten.

## Stil
Die Werke Concepcións sind eher abstrakte, an mikroskopische Organ-Strukturen erinnernde Fantasie-Landschaften. Man glaubt, Knochengewebe, Muskelfasern, Blutgefäße zu erkennen. Die Bilder sind überaus farbintensiv, was durch den Kontrast mit dunklen Partien noch verstärkt wird. Für den Betrachter entstehen Strukturen, die an Mikroorganismen denken lassen, die man nur unter dem Mikroskop zu sehen bekommt.

## Ausstellungen (Auswahl)

### Einzelausstellungen
- 2006: Hybrids. Galería Safia, Barcelona
- 2006: Hybrids. Galerie Arte Giani, Frankfurt am Main
- 2008: Volver. Art/Space Virginia Miller Galleries, Miami
- 2009: Spheres and Strings. Galerie Arte Giani, Frankfurt am Main
- 2010: Vibrations. Galerie Arte Giani, Frankfurt am Main
- 2011: Movements. Galería Safia, Barcelona
- 2013: Pearls. Galerie Arte Giani, Frankfurt am Main
- 2017: Logical Paintings. Galerie Arte Giani, Frankfurt am Main
- 2020: Ambers & Whimsicals. Galerie Arte Giani, Frankfurt am Main
- 2020: Chaos to order. Art/Space Virginia Miller Galleries, Miami

### Gemeinschaftsausstellungen
- 2004: International Festival of Contemporary Art of Barcelona. El Centre de Cultura Contemporània de Barcelona (CCCB)
- 2005: Latin American Visions. Virginia Miller Galleries, Miami
- 2006: Museum of Latin American Art, Long Beach California[6]
- 2007: Panorama Latinoamericano. Virginia Miller Galleries, Miami
- 2007: Latin American Invitational. Virginia Miller Galleries, Miami
- 2009: Valoarte – 7th Edition. Galería Nacional, San Jose, Costa Rica
- 2009: Body of Water II. West Cork Arts Centre, Cork, Ireland[7]
- 2010: Life through Inner-Self Contemplation. State of the Arts Gallery, Hong Kong
- 2011: Terra Incognita. Weltbilder –  Welterfahrungen. Altana Galerie, Dresden[8]
- 2011: Tardor D'art, On-Off. Arts Santa Mónica/Galería Safia, Barcelona

### Sammlungen
- Colección Sanhuja. Barcelona, Spanien
- Land Hessen. Wiesbaden, Deutschland
- Roche Diagnostics. Dubai